# Второе апреля (альбом)
«Второе апреля» — магнитоальбом советской рок-группы «ДК», записанный и выпущенный "самиздатом" в 1984 году. Музыкальный материал, состоящий из так называемых "минусовок" был записан в ДК «Железнодорожников» в Коптево, вокал был наложен уже на квартире Валентина Щербины. Существует в двух вариантах, отличающихся не только по звуку, но и добавлением во второй вариант (1985 г.) последнего трека, записанного в 1985 году в Косино.
Альбом записывался уже после ухода Евгения Морозова, экс-вокалиста группы, который сел в тюрьму в 1984 году. Основными вокалистами группы стали Сергей Жариков и Виктор Клемешев. В качестве коды к альбому использована музыка Рихарда Штрауса.
Один из самых мрачных и депрессивных альбомов группы, был посвящён памяти покойного басиста и виолончелиста группы — Алика Крымского. Обложка работы Юрия Непахарева. Альбом переиздавался в 1997 году на студии «Колокол». А в 2001 году основная программа данного альбома вошла в переизданную версию другого альбома группы — «Снова любовь поселитца».

## Список композиций
Слова и музыка всех песен — написаны Сергеем Жариковым.
| №   | Название                           | Длительность |
| --- | ---------------------------------- | ------------ |
| 1.  | «Венера Милосская»                 |              |
| 2.  | «Ты гречку выдаёшь за манку»       |              |
| 3.  | «Ария Каренина (Старый Суходрочъ)» |              |
| 4.  | «Улетела птичья стая»              |              |
| 5.  | «Жуть»                             |              |
| 6.  | «Ласточка с весною»                |              |
| 7.  | «Вошь»                             |              |
| 8.  | «Второе апреля»                    |              |
| 9.  | «Это жизнь»                        |              |
| 10. | «Послушай, друг...»                |              |

## Участники записи альбома
- Сергей Жариков — вокал (1,3,4,6,7), барабаны
- Александр Белоносов — клавиши (1-8)
- Виктор Клемешов — вокал (2), гитара, саксофон (1-8)
- Владимир Токмаков — вокал (10)
- Сергей Летов — бас-кларнет (9)
- Дмитрий Яншин — гитара
- Сергей Полянский — бас (1-8)
- Юрий Орлов — альт-саксофон (10)
- Олег Андреев — бас (10)
- Алик Крымский — бас (9)